# Anders Johan Petersson (kyrkoherde)
Anders Johan Petersson, född 19 juli 1802 i Trehörna socken, död 15 mars 1872 i Röks socken, Östergötlands län, var en svensk präst.

## Biografi
Anders Johan Petersson föddes 19 juli 1802 i Trehörna socken. Han var son till prosten Peter Eric Petersson. Petersson blev 1819 student vid Uppsala universitet och 1826 filosofie kandidat. Den 16 juni 1827 blev han filosofie magister och den 18 april 1831 blev han apologist i Linköping. Han prästvigdes 19 januari 1837 och 2 december 1840 blev han kollega i Linköping. Petersson blev 24 januari 1844 rektor i Norrköping och 20 augusti 1855 kyrkoherde i Röks församling, tillträdde 1856. Han blev 18 december 1857 prost och 4 mars 1863 kontraktsprost i Lysings kontrakt. Han avled 15 mars 1872 i Röks socken.